# Dansk Melodi Grand Prix 2017
A  2017-es Dansk Melodi Grand Prix egy dán zenei verseny volt, melynek keretén belül a nézők kiválasztották, hogy ki képviselje Dániát a 2017-es Eurovíziós Dalfesztiválon, Kijevben. A 2017-es Dansk Melodi Grand Prix volt a negyvenhetedik dán nemzeti döntő.
Az élő műsorban 10 dal versenyzik majd az Eurovíziós Dalfesztiválra való kijutásért, egyetlen döntőt rendeznek 10 dal részvételével 2017. február 25-én.

## A versenyt megelőző időszak
2016. június 6-án a DR bejelentette, hogy 2017-ben is megrendezik a Dansk Melodi Grand Prixet. A jelentkezési határidő 2016. szeptember 5-e volt. Rekord mennyiségű, 1115 dalt neveztek be a versenyre, amelyek közül Cutfather és egy 50 fős szakmai zsűri választotta ki a legjobb 10 dalt.

## A résztvevők
A DR 2017. január 19-én tette közzé a szakmai előzsűri által kiválasztott 10 dalt és a fellépési sorrendet. 2017. február 20-tól az összes dal nyilvánosan is meghallgatható.
| Előadó          | Dal              | Szerzők                                                                                        |
| --------------- | ---------------- | ---------------------------------------------------------------------------------------------- |
| Anja Nissen     | Where I Am       | Anja Nissen, Angel Tupai, Michael D’Arcy                                                       |
| Anthony         | Smoke In My Eyes | Kim Nowak-Zorde, Kasper Larsen, Hans Petersen, Ollie Marland, Phil Plested                     |
| Calling Mercury | Big Little Lies  | Thomas Sardorf, Rune Braager, Martin Luke Brown                                                |
| Ida Una         | One              | Peter Bjørnskov, Lene Dissing                                                                  |
| Jeanette Bonde  | Hurricane        | Jeanette Bonde, Alexander Grandjean, Jeppe Pilgaard Ulrichsen, Nermin Harambasic               |
| Johanna Beijbom | A.S.A.P.         | Peter Wallevik, Daniel Heløy Davidsen, Patrick Devine, Dimitri Stassos, Freja Jonsson Blomberg |
| René Machon     | Warriors         | Astrid Cordes, Alexander Grandjean, Hans Petersen, Lars Andersen                               |
| Rikke Skytte    | Color My World   | Mads Løkkegaard, Joël Pagiël MacDonald, Mohamed Alitou, Laura Kloos                            |
| Sada Vidoo      | Northern Lights  | Christoffer Lauridsen, Andreas Öhrn, Alessandra Günthardt                                      |
| Thomas Ring     | Vesterbro        | Thomas Ring                                                                                    |

### Döntő
A döntő február 25-én kerül megrendezésre.
A versenyprodukciók mellett extra fellépők lesznek a 2000-es Eurovíziós Dalfesztivál nyertesei, az Olsen Brothers.
| Döntő – 2017. Február 25. | Döntő – 2017. Február 25. | Döntő – 2017. Február 25. | Döntő – 2017. Február 25. |
| #                         | Előadó                    | Dal                       | Eredmény                  |
| ------------------------- | ------------------------- | ------------------------- | ------------------------- |
| 1                         | Ida Una                   | "One"                     | 26% 2. Helyezés           |
| 2                         | Thomas Ring               | "Vesterbro"               | Kiesett                   |
| 3                         | Rikke Skytte              | "Color My World"          | Kiesett                   |
| 4                         | Anja Nissen               | "Where I Am"              | 64% 1. Helyezés           |
| 5                         | Calling Mercury           | "Big Little Lies"         | Kiesett                   |
| 6                         | Anthony                   | "Smoke In My Eyes"        | Kiesett                   |
| 7                         | René Machon               | "Warriors"                | Kiesett                   |
| 8                         | Sada Vidoo                | "Northern Lights"         | Kiesett                   |
| 9                         | Jeanette Bonde            | "Hurricane"               | Kiesett                   |
| 10                        | Johanna Beijbom           | "A.S.A.P."                | 10% 3. helyezés           |

## Az Eurovíziós Dalfesztiválon
Dániának 2017-ben is rész kell vennie az elődöntőben. 2017. január 31-én kisorsolták az elődöntők felosztását, a dán előadó a második elődöntő nyolcadik dalaként lépett a színpadra. Dánia a 18 fős elődöntőben a  10. helyen végzett, így 2014 után ismét ott lesz az Eurovíziós Dalfesztivál döntőjében. Dánia csak három ponttal tudta megelőzni a 11. kieső helyen lévő Szerbiát. A dal a döntőben 10.-ként hangzott el. A zsűrinél 69 ponttal 13. lett, a közönségnél 8 ponttal a 21. helyen végzett, így az összesített ranglistán a 20. helyet érte el.

### Kapott pontok az elődöntőben[5]
|                        | SRB | AUT | MKD | MLT | ROU | NED | HUN | IRL | SMR | CRO | NOR | SUI | BLR | BUL | LTU | EST | ISR | FRA | GER | UKR | Összesített pontszám | Helyezés |
| ---------------------- | --- | --- | --- | --- | --- | --- | --- | --- | --- | --- | --- | --- | --- | --- | --- | --- | --- | --- | --- | --- | -------------------- | -------- |
| Zsűri                  | 4   | 0   | 7   | 5   | 10  | 10  | 6   | 1   | 5   | 8   | 10  | 3   | 2   | 4   | 6   | 8   | 4   | 2   | 1   | 0   | 96                   | 5.       |
| Közönség               | 0   | 0   | 0   | 0   | 0   | 1   | 0   | 0   | 0   | 0   | 4   | 0   | 0   | 0   | 0   | 0   | 0   | 0   | 0   | 0   | 5                    | 16.      |
| Összesen kapott pontok | 4   | 0   | 7   | 5   | 10  | 11  | 6   | 1   | 5   | 8   | 14  | 3   | 2   | 4   | 6   | 8   | 4   | 2   | 1   | 0   | 101                  | 10.      |

### Kapott pontok a döntőben[6]
Az országok a szavazás sorrendje szerint vannak rendezve.
|                        | SWE | AZE | SMR | LVA | ISR | MNE | ALB | MLT | MKD | AUT | NOR | ESP | FIN | FRA | GRE | LTU | EST | MDA | ARM | BUL | ISL | SRB | AUS | ITA | GER | POR | SUI | NED | IRL | GEO | CYP | BLR | ROU | HUN | SVN | BEL | POL | GBR | CRO | CZE | UKR | Összesített pontszám | Helyezés |
| ---------------------- | --- | --- | --- | --- | --- | --- | --- | --- | --- | --- | --- | --- | --- | --- | --- | --- | --- | --- | --- | --- | --- | --- | --- | --- | --- | --- | --- | --- | --- | --- | --- | --- | --- | --- | --- | --- | --- | --- | --- | --- | --- | -------------------- | -------- |
| Zsűri                  | 5   | 0   | 0   | 0   | 0   | 0   | 0   | 0   | 7   | 0   | 8   | 0   | 4   | 0   | 0   | 0   | 5   | 0   | 0   | 0   | 3   | 0   | 5   | 0   | 0   | 0   | 0   | 8   | 0   | 0   | 0   | 3   | 5   | 5   | 0   | 0   | 0   | 2   | 3   | 6   | 0   | 69                   | 13.      |
| Közönség               | 0   | 0   | 0   | 0   | 0   | 0   | 0   | 0   | 0   | 0   | 0   | 0   | 0   | 0   | 0   | 0   | 0   | 0   | 0   | 0   | 0   | 0   | 8   | 0   | 0   | 0   | 0   | 0   | 0   | 0   | 0   | 0   | 0   | 0   | 0   | 0   | 0   | 0   | 0   | 0   | 0   | 8                    | 21.      |
| Összesen kapott pontok | 5   | 0   | 0   | 0   | 0   | 0   | 0   | 0   | 7   | 0   | 8   | 0   | 4   | 0   | 0   | 0   | 5   | 0   | 0   | 0   | 3   | 0   | 13  | 0   | 0   | 0   | 0   | 8   | 0   | 0   | 0   | 3   | 5   | 5   | 0   | 0   | 0   | 2   | 3   | 6   | 0   | 77                   | 20.      |

### Külső hivatkozások
- http://www.dr.dk/event/melodigrandprix/